# Sicilia Classic
Il Sicilia Classic, noto anche come Sicilia Classic Mancuso Company Cup per motivi di sponsorizzazione, è stato un torneo professionistico maschile di tennis sulla terra rossa che faceva parte dell'ATP Challenger Tour. Si è giocato annualmente a Palermo in Italia tra il 2009 e il 2011. Le prime due edizioni sui campi del Country Time Club e la terza su quelli del Circolo Tennis Palermo della Favorita.
Al Circolo Tennis, dal 1935 al 2006 si disputarono i Campionati Internazionali di Sicilia, torneo che entrò a far parte dell'ATP Tour nel 1979, mentre al Country Time Club tra il 1988 e il 2013 si tennero gli Internazionali Femminili di Palermo del WTA Tour.

## Albo d'oro

### Singolare
| Anno | Campione       | Finalista            | Punteggio        |
| ---- | -------------- | -------------------- | ---------------- |
| 2009 | Adrian Ungur   | Albert Ramos Viñolas | 6–4, 6–4         |
| 2010 | Attila Balázs  | Martin Fischer       | 7–6(4), 2–6, 6–1 |
| 2011 | Carlos Berlocq | Adrian Ungur         | 6-1, 6–1         |

### Doppio
| Anno | Campioni                              | Finalisti                                    | Punteggio        |
| ---- | ------------------------------------- | -------------------------------------------- | ---------------- |
| 2009 | Martin Fischer (1) Philipp Oswald (1) | Pierre-Ludovic Duclos Rogério Dutra da Silva | 4–6, 6–3, [10–5] |
| 2010 | Martin Fischer (2) Philipp Oswald (2) | Alessandro Motti Simone Vagnozzi             | 4–6, 6–2, [10–6] |
| 2011 | Tomasz Bednarek Mateusz Kowalczyk     | Aljaksandr Bury Andrej Vasilevskij           | 6–2, 6–4         |